# Karel Kosař
Karel Kosař (* 12. července 1951 v Praze-Podolí) je český vědec a bývalý ředitel a výzkumník v národním pivovarství a sladařství.

## Život
Od začátku školní docházky se zajímal o chemii a přírodopis. Na devítiletce se zúčastnil chemické i biologické olympiády. Po maturitě na Střední všeobecně vzdělávací škole (dnes gymnázium) byl v roce 1969 přijat na Universitu Jana Evangelisty Purkyně, dnešní Masarykovu univerzitu v Brně. K přijetí na přírodovědeckou fakultu mu pomohlo, že se jako student umístil se svou studentskou odbornou prací Výskyt střevlíků v Podkrkonoší v biologické olympiádě pro středoškoláky. Po ukončení tříletého studia obecné biologie se specializoval na mikrobiologii.
Z odborného hlediska na něj měl největší vliv doc. RNDr. Miroslav Němec, CSc., který byl vedoucím jeho diplomové práce a shodou okolností byl i vedoucím týmu zkoumajícím téma metabolismu baktérií Staphylococcus aureus. Oceňuje a váží si zakladatele katedry mikrobiologie a československé sbírky mikroorganismů odborník světového formátu prof. Dr. Theodor Martinec, DrSc. Následně složil rigorózní zkoušky a obhájil rigorózní práci a v roce 1975 byl jmenován doktorem přírodních věd RNDr.
Po základní vojenské službě se vrátil do Výzkumného ústavu pivovarského a sladařského (VÚPS) v Brně. Poté byl jmenován do funkce vedoucího kontrolního oddělení, které bylo největším oddělením na ústavu. Postupně začal modernizovat všechny laboratoře ústavu. V roce 1979 dostává na starosti výzkum v oblasti mikroflóry ječmene a sladu, tzn. plísní, které tehdy začaly být problémem při vývozu českého sladu. Po několika letech výzkumu na téma plísně v roce 1983 složil předepsané zkoušky a v následujícím roce obhájil jako první na brněnském pracovišti ústavu disertační práci na téma Mikroflóra ječmene a sladu. Jeho školitelem byl doc. RNDr. Miloslav Kocur, CSc. V roce 1985 se stal vedoucím brněnského pracoviště VÚPS. Kromě vedení pobočky a realizace výzkumné činnosti přibyly i početné zahraniční cesty se zástupci Obchodních sladoven Prostějov a podniku zahraničního obchodu Koospol.
Po roce 1989 pokračoval ve vědecké a výzkumné činnosti. V roce 1996 byl vybrán jako ředitel VÚPS se sídlem v Praze. Postupně dokončil proces transformace výzkumného ústavu v akciovou společnost. Důležitou součástí složitého projektu bylo nezbytné změnit mj. vlastnickou strukturu ústavu, tedy dojednávat možnosti odprodejů podílů investičních fondů spřáteleným organizacím. Zároveň tým ústavu, pod jeho vedením i v procesu transformace řešil, co je pro výzkumný ústav hlavní. Tím byla a je vědecko-výzkumná činnost. Především prostřednictvím získávání grantů na podporu výzkumu i na další investice, které pomáhají výzkumný ústav zmodernizovat.
V rámci přeměny VÚPS byla nutnost odprodat nepotřebný majetek s cílem uhradit finanční ztráty bývalého generálního ředitelství Pivovary a sladovny, jehož nástupcem se stal VÚPS. Například byla ukončena činnost Pokusného a vývojového střediska v Braniku, prodána rekreační zařízení, zrušeny nepotřebné funkce v rámci zeštíhlení organizace. Současně bylo úplně zrekonstruováno brněnské pracoviště ústavu.
Dnes v ústavu fungují nová poloprovozní zařízení na špičkové světové úrovni. Byl v prostorách ústavu vybudován pokusný velký minipivovar, což mnohem lépe a efektivněji odpovídá potřebám VÚPS. V roce 2014 bylo vybudováno a otevřeno Výzkumné senzorické centrum, které patří k nejlepším v České republice. Provoz centra je pokryt výzkumnou i komerční činností.
Jako ředitel působil na ústavu dlouhých 23 let až do konce června roku 2019, kdy odešel do penze.
Dlouhodobě působil v European Brewery Convention v komisi pro ječmen a slad. Byl členem Rady instituce Výzkumného ústavu potravinářského průmyslu a také členem vědecké rady fakulty potravinářské a biochemické technologie VŠCHT Praha.

## Publikační činnost
Publikační činnost je zaměřena na problematiku pěstování jarního ječmene, na kvalitu odrůd ječmene, na výzkum technologických procesů sladování, stanovení parametrů ječmene a sladu atd. Je autorem nebo spoluautorem několika desítek publikací doma i v zahraničí. Patří sem publikace Brněnský sládek F. O. Poupě a byl spolueditorem Technologie výroby sladu a piva.
Je držitelem několika mikrobiologických patentů. Týkají se zejména stanovení kontaminace anerobními organismy, což je problém nejmodernějších pivovarů a užitných vzorů, tedy technologických postupů nebo výrobků z oblasti sanitace materiálů.

## Ocenění
V letech 2003 – 2008 se významně podílel na procesu získání Chráněného zeměpisného označení Českého piva.
Je držitelem řady ocenění. Tým VÚPS pod jeho vedením, ve spolupráci s Žateckým pivovarem obdržel v roce 2010 Výroční cenu F. O. Poupěte za mimořádný společenský přínos k rozvoji českého pivovarství a sladařství za unikátní technologii pro piva pro celiaky prodávanou pod značkou CELIA. V roce 2013 byl Českým svazem pivovarů a sladoven oceněn jako iniciátor myšlenky ochrany českého piva a spolurealizátorem prosazení registrace chráněného zeměpisného označení České pivo Cenou českého sládka F. O. Poupěte.
Patří ke sběratelům starožitností mající vztah k pivovarství.

### Knihy
- KOSAŘ, Karel. Brněnský sládek František Ondřej Poupě a umění vařit pivo. první. vyd. Brno: Kulturní a informační centrum města Brna, 1995. 79 s.
- KOSAŘ, Karel; PROCHÁZKA, Stanislav, et al. Technologie výroby sladu a piva. první. vyd. Praha: Výzkumný ústav pivovarský a sladařský, a. s., 2000. 398 s. ISBN 80-902658-6-3.

### Články
- KOSAŘ, Karel. Využití a přezkoušení přístroje Kjel-Foss na stanovení bílkovin. Kvasný průmysl. 1977, roč. 23, čís. 8, s. 169–171. Dostupné online.*KOSAŘ, Karel. Problematika mikroorganismů ve sladařském průmyslu. Zahnědlé špičky ječmene.. Kvasný průmysl. 1981, roč. 27, čís. 5, s. 100–103. Dostupné online.
- KOSAŘ, Karel; PSOTA, Vratislav. Výsledky prvních československých odrůdových pokusů v rámci EBC.. Kvasný průmysl. 1995, roč. 41, čís. 3, s. 74–77. Dostupné online.
- KOSAŘ, Karel. Kvalitativní parametry ječmene a sladu. Kvasný průmysl. 1996, roč. 42, čís. 6, s. 201–206. Dostupné online.
- BOUŠOVÁ, P.; ŠROGL, J.; KOSAŘ, K., FAMĚRA J. Studium rozpustnosti sladových polyfenolů.. Kvasný průmysl. 1998, roč. 44, čís. 2, s. 43–45. Dostupné online.
- BASAŘOVÁ, Gabriela; KOSAŘ, Karel. Nejslavnější éra českého pivovarnictví. Kvasný průmysl. 2000, roč. 46, čís. 4, s. 99–101. Dostupné online.
- HOLLEROVÁ, I.; STRNAD, Z.; PECH, P., KOSAŘ K. Baktericidní účinky oxidu titaničitého.. Kvasný průmysl. 2002, roč. 48, čís. 1, s. 5–9. Dostupné online.